# Eugenio Binini
Eugenio Binini (Traversetolo, 21 dicembre 1934) è un vescovo cattolico italiano, dal 19 maggio 2010 vescovo emerito di Massa Carrara-Pontremoli.

## Biografia
Nasce a Traversetolo, in provincia e diocesi di Parma, il 21 dicembre 1934.

### Formazione e ministero sacerdotale
Nel 1945 entra nel seminario vescovile di Parma dove percorre tutto l'iter degli studi classici e teologici.
Il 23 giugno 1957 è ordinato presbitero dall'arcivescovo Evasio Colli.
Inizia il suo ministero pastorale come vicario cooperatore nella parrocchia di Colorno, dove rimane fino al 1961. Nel 1962 viene destinato a Firenze come cappellano della Scuola di Sanità Militare; qui vi resta fino al 1972.
Nel frattempo frequenta la Pontificia università "San Tommaso d'Aquino", laureandosi nel 1969 in teologia. Nel 1967 consegue il diploma in psicologia a seguito del corso di specializzazione presso l'Istituto di Psicologia dell'Università di Firenze.
Nel 1972 è trasferito presso l'ordinariato militare per l'Italia dove ricopre l'incarico di responsabile per la Pastorale fino al 1980, quando viene promosso primo cappellano capo e destinato capo servizio del Comando regionale militare centrale di Roma.

### Ministero episcopale
Il 3 dicembre 1983 papa Giovanni Paolo II lo nomina vescovo di Sovana-Pitigliano-Orbetello; succede a Giovanni D'Ascenzi, precedentemente nominato vescovo di Arezzo, di Cortona e di Sansepolcro. Il 6 gennaio 1984 riceve l'ordinazione episcopale, nella basilica di San Pietro in Vaticano, per imposizioni delle mani dello stesso pontefice, co-consacranti gli arcivescovi Eduardo Martínez Somalo e Duraisamy Simon Lourdusamy.
Il 30 settembre 1986, dopo la ridenominazione della diocesi, diventa vescovo di Pitigliano-Sovana-Orbetello.
Il 20 luglio 1991 papa Giovanni Paolo II lo trasferisce alla diocesi di Massa Carrara-Pontremoli, dove succede a Bruno Tommasi, precedentemente nominato arcivescovo di Lucca. Il 15 settembre successivo prende possesso della diocesi.
La sua politica diocesana è sempre stata attenta al territorio in ogni singola parrocchia, simbolo ne è la sua filosofia: "Ogni chiesa della diocesi deve essere aperta la domenica".
Il 19 maggio 2010 papa Benedetto XVI accoglie la sua rinuncia, presentata per raggiunti limiti di età; gli succede Giovanni Santucci, fino ad allora vescovo di Massa Marittima-Piombino. Rimane amministratore apostolico della diocesi fino all'ingresso del successore, avvenuto il 29 giugno seguente.

## Genealogia episcopale e successione apostolica
La genealogia episcopale è:
- Cardinale Scipione Rebiba
- Cardinale Giulio Antonio Santori
- Cardinale Girolamo Bernerio, O.P.
- Arcivescovo Galeazzo Sanvitale
- Cardinale Ludovico Ludovisi
- Cardinale Luigi Caetani
- Cardinale Ulderico Carpegna
- Cardinale Paluzzo Paluzzi Altieri degli Albertoni
- Papa Benedetto XIII
- Papa Benedetto XIV
- Papa Clemente XIII
- Cardinale Enrico Benedetto Stuart
- Papa Leone XII
- Cardinale Chiarissimo Falconieri Mellini
- Cardinale Camillo Di Pietro
- Cardinale Mieczysław Halka Ledóchowski
- Cardinale Jan Maurycy Paweł Puzyna de Kosielsko
- Arcivescovo Józef Bilczewski
- Arcivescovo Bolesław Twardowski
- Arcivescovo Eugeniusz Baziak
- Papa Giovanni Paolo II
- Vescovo Eugenio Binini

La successione apostolica è:
- Vescovo Alberto Silvani (2007)